# M. Sanjayan
 (juillet 2021).
La mise en forme du texte ne suit pas les recommandations de Wikipédia : il faut le « wikifier ».
Les points d'amélioration suivants sont les cas les plus fréquents :
- Les titres sont pré-formatés par le logiciel. Ils ne sont ni en capitales, ni en gras.
- Le texte ne doit pas être écrit en capitales (les noms de famille non plus), ni en gras, ni en italique, ni en « petit »…
- Le gras n'est utilisé que pour surligner le titre de l'article dans l'introduction, une seule fois.
- L'italique est rarement utilisé : mots en langue étrangère, titres d'œuvres, noms de bateaux, etc.
- Les citations ne sont pas en italique mais en corps de texte normal. Elles sont entourées par des guillemets français : « et ».
- Les listes à puces sont à éviter, des paragraphes rédigés étant largement préférés. Les tableaux sont à réserver à la présentation de données structurées (résultats, etc.).
- Les appels de note de bas de page (petits chiffres en exposant, introduits par l'outil «  Source ») sont à placer entre la fin de phrase et le point final[comme ça].
- Les liens internes (vers d'autres articles de Wikipédia) sont à choisir avec parcimonie. Créez des liens vers des articles approfondissant le sujet. Les termes génériques sans rapport avec le sujet sont à éviter, ainsi que les répétitions de liens vers un même terme.
- Les liens externes sont à placer uniquement dans une section « Liens externes », à la fin de l'article. Ces liens sont à choisir avec parcimonie suivant les règles définies. Si un lien sert de source à l'article, son insertion dans le texte est à faire par les notes de bas de page.
- La présentation des références doit suivre les conventions bibliographiques. Il est recommandé d'utiliser les modèles {{Ouvrage}}, {{Chapitre}}, {{Article}}, {{Lien web}} et/ou {{Bibliographie}}. Le mode d'édition visuel peut mettre en forme automatiquement les références.
- Insérer une infobox (cadre d'informations à droite) n'est pas obligatoire pour parachever la mise en page.

Pour une aide détaillée, merci de consulter Aide:Wikification.
Si vous pensez que ces points ont été résolus, vous pouvez retirer ce bandeau et améliorer la mise en forme d'un autre article.
M. Sanjayan est un scientifique et écrivain américain. Il intervient régulièrement à la télévision en tant que spécialiste du rôle de la nature dans la préservation et l'amélioration de la vie humaine. Il est directeur exécutif de Conservation International, une organisation mondiale de conservation qui œuvre pour protéger la nature, dont dépendent les populations du monde entier pour la nourriture, l'eau douce et les moyens de subsistance.

## Travaux
Son travail scientifique a été publié dans des revues scientifiques, par le biais d'articles révisés par ses pairs, notamment dans les magazines Science, Nature and Conservation Biology, et ses travaux ont reçu une large couverture médiatique, y compris par Vanity Fair, Outside, Time, Men's Journal, The New York Times, The Atlantic et CBS This Morning,,.

## Reportages
Au cours de l'été 2015, Sanjayan travaillé sur le reportage Big Blue Live, événement en trois parties de PBS et de la BBC, qui montre la vie marine sur la côte Pacifique. Ce reportage a été le premier spectacle d'histoire naturelle en direct à la télévision américaine, et a remporté le BAFTA dans la catégorie Live Event,. Il a également collaboré à la série télévisée PBS 2015, et pour National Geographic au reportage "EARTH - A New Wild", qui a été filmé dans plus de 24 pays. Par ailleurs, il a collaboré à la série Emmy de Showtime sur le changement climatique, intitulée "Années à vivre dangereusement",. Il est apparu dans de nombreux autres programmes, y compris "The Today Show" et "The Late Show with David Letterman", et a été nommé dans la liste de Men's Journal au titre des "50 hommes les plus aventureux" en 2015. Il a également été cité dans The Economist's Intelligent Life en 2015, et est co-éditeur du livre Connectivity Conservation,. En 2017, il travaille pour la série « Climate Lab » de l'Université de Californie et Vox Media. 